# Liste der norwegischen Fußballnationalspieler
Die Liste der norwegischen Fußballnationalspieler gibt einen Überblick über alle Fußballspieler, die seit 1908 in der norwegischen Fußballnationalmannschaft eingesetzt wurden.
Stand der Liste: 4. September 2021

## A
| - Asbjørn Aamodt (1913–1914, Larvik Turn) 2 Spiele, 0 Tore - Sveinung Aarnseth (1964–1965, Lyn) 5 Spiele, 0 Tore - Bjarte Lunde Aarsheim (2001, Viking) 3 Spiele, 0 Tore - Alexander Aas (2001–2004, Odd) 8 Spiele, 1 Tor - Jan Einar Aas (1977–1986, Moss, Bayern München, Nottingham) 35 Spiele, 3 Tore - Jan Aas (1962–1972, Fredrikstad, Sarpsborg) 3 Spiele, 0 Tore - Jonas Aas (1913–1915, Odd) 3 Spiele, 0 Tore - Macken Widerøe Aas (1908–1910, Mercantile) 2 Spiele, 0 Tore - Rolf Aas (1912–1923, Mercantile, Lyn) 19 Spiele, 2 Tore - Gunnar Aase (1995, Viking) 3 Spiele, 1 Tor - Steinar Aase (1976–1978, Brann) 6 Spiele, 0 Tore - Trygve Aasen (1926–1927, Moss) 4 Spiele, 0 Tore - Kaare Aasgaard (1960, Åssiden) 1 Spiel, 0 Tore - Mohammed Abdellaoue (2008–2015, Vålerenga, Hannover, Stuttgart) 33 Spiele, 7 Tore - Mustafa Abdellaoue (2012, Vålerenga) 3 Spiele, 0 Tore - Jon Abrahamsen (1981, Bodø/Glimt) 3 Spiele, 0 Tore - Simen Agdestein (1988–1989, Lyn) 8 Spiele, 1 Tor - Per Egil Ahlsen (1983–1992, Fredrikstad, Brann, Düsseldorf) 54 Spiele, 3 Tore - Kristoffer Ajer (seit 2018, Celtic, Brentford) 24 Spiele, 0 Tore - Roger Albertsen (1976–1984, Den Haag, Feyenoord, Winterslag, Olympiakos) 25 Spiele, 3 Tore - Haitam Aleesami (seit 2015, IFK Göteborg, Palermo SSD, Amiens, Rostow) 31 Spiele, 0 Tore - Tor Alsaker-Nøstdahl (1967–1972, Strømsgodset) 10 Spiele, 0 Tore - Fritz Amundsen (1930, Lyn) 1 Spiel, 0 Tore - Roy Amundsen (1979–1981, Start, Snøgg) 15 Spiele, 0 Tore - Arne Andersen (1920–1927, Kvik Halden) 6 Spiele, 4 Tore - Asbjørn Andersen (1953, Vålerenga) 1 Spiel, 0 Tore - Bjørn Odmar Andersen (1961–1963, Ørn Horten, Brann) 10 Spiele, 0 Tore - David Andersen (1912–1917, Frigg) 9 Spiele, 0 Tore - Einar Andersen (1927–1932, Mjøndalen) 13 Spiele, 4 Tore - Erling Andersen (1929, Mjøndalen) 2 Spiele, 3 Tore - Georg Andersen (1913, Urædd) 1 Spiel, 0 Tore - Gunnar Andersen (1911–1924, Lyn) 46 Spiele, 0 Tore - Hans Andersen (1937, Mjøndalen) 1 Spiel, 0 Tore - Hans Andersen (1949–1951, Lisleby) 4 Spiele, 1 Tor | - Jørn Andersen (1985–1990, Vålerenga, Nürnberg, Frankfurt, Düsseldorf) 27 Spiele, 5 Tore - Knut Andersen (1930, Frigg) 1 Spiel, 0 Tore - Knut Andersen (1949–1961, Skeid, Frigg) 3 Spiele, 0 Tore - Knut Andersen (1952, Sarpsborg) 1 Spiel, 0 Tore - Malcolm Andersen (1913, Fram Larvik) 1 Spiel, 0 Tore - Odd Andersen (1949, Fredrikstad) 1 Spiel, 0 Tore - Oddmund Andersen (1936–1946, Mjøndalen) 4 Spiele, 0 Tore - Sigurd Andersen (1928, Mjøndalen) 3 Spiele, 2 Tore - Sverre Andersen (1913–1917, Odd) 2 Spiele, 0 Tore - Sverre Andersen (1956–1968, Viking) 41 Spiele, 0 Tore - Torkild Andersen (1937–1939, Moss) 5 Spiele, 3 Tore - Trond Andersen (1999–2005, Molde, Wimbledon, Aalborg) 38 Spiele, 0 Tore - Trygve Andersen (1957–1965, Årstad, Brann) 27 Spiele, 1 Tor - Yngve Andersen (1978, Vålerenga) 2 Spiele, 0 Tore - Gunnar Andreassen (1939–1945, Lisleby, Fredrikstad) 2 Spiele, 0 Tore - Arild Andresen (1950, Vålerenga) 1 Spiel, 0 Tore - Gunnar Andresen (1947–1952, Tønsberg Turn, Larvik Turn) 3 Spiele, 0 Tore - Hjalmar Andresen (1939–1948, Sarpsborg) 6 Spiele, 0 Tore - Martin Andresen (2001–2009, Stabæk, Blackburn, Brann, Vålerenga) 43 Spiele, 3 Tore - Willy Andresen (1949–1950, Sarpsborg) 6 Spiele, 4 Tore - Pål Angell-Hansen (1953, Frigg) 1 Spiel, 1 Tor - Tore Antonsen (1972–1981, Hamarkameratene) 9 Spiele, 0 Tore - Arvid Arisholm (1908, Mercantile) 1 Spiel, 0 Tore - Gunnar Arnesen (1954–1959, Lillestrøm) 2 Spiele, 0 Tore - Trygve Arnesen (1938–1949, Frigg, Vålerenga) 15 Spiele, 4 Tore - Willy Aronsen (1954–1955, Drammens BK) 6 Spiele, 0 Tore - Håkon Askerød (1935, Moss) 1 Spiel, 0 Tore - Kristoffer Askildsen (seit 2020, Sampdoria) 1 Spiel, 0 Tore - Otto Aulie (1913–1921, Odd, Lyn) 28 Spiele, 0 Tore - Steinar Aulie (1982, Mjøndalen) 1 Spiel, 0 Tore - Fredrik Aursnes (seit 2021, Molde) 1 Spiel, 0 Tore - Egil Austbø (1969–1974, Brann) 3 Spiele, 0 Tore |

## B
| - Espen Baardsen (1998–2000, Tottenham) 4 Spiele, 0 Tore - Einar Friis Baastad (1910–1913, Mercantile) 6 Spiele, 0 Tore - Carsten Bachke (1987–1988, Moss) 6 Spiele, 0 Tore - Rolf Bjørn Backe (1959–1962, Gjøvik/Lyn) 18 Spiele, 5 Tore - Mushaga Bakenga (2014, Esbjerg) 1 Spiel, 0 Tore - Eirik Bakke (1999–2008, Sogndal, Leeds, Brann) 27 Spiele, 0 Tore - Morten Bakke (2000–2001, Molde) 2 Spiele, 0 Tore - Arne Bakker (1953–1962, Asker) 54 Spiele, 0 Tore - Christer Basma (1995–2005, Stabæk, Rosenborg) 40 Spiele, 0 Tore - Thomas Bendiksen (2014, Tromsø) 2 Spiele, 0 Tore - Axel Berg (1959–1961, Lyn) 8 Spiele, 2 Tore - Harald Berg (1964–1974, Bodø/Glimt, Lyn, Den Haag) 43 Spiele, 12 Tore - Henning Berg (1992–2004, Lillestrøm, Blackburn, Manchester United, Rangers) 100 Spiele, 9 Tore - Jan Berg (1982–1990, Molde, Rayo Vallecano) 23 Spiele, 0 Tore - Patrick Berg (seit 2021, Bodø/Glimt) 6 Spiele, 0 Tore - Runar Berg (1994–2003, Bodø/Glimt) 5 Spiele, 0 Tore - Ørjan Berg (1988–2000, Rosenborg, Wettingen, Basel) 19 Spiele, 1 Tor - Sverre Berg-Johannesen (1927–1931, Stavanger IF) 13 Spiele, 3 Tore - André Bergdølmo (1997–2005, Rosenborg, Ajax, Dortmund, FC København) 63 Spiele, 0 Tore - Fredrik Semb Berge (2013, Odd) 3 Spiele, 0 Tore - Ragnar Berge (1955, Vålerenga) 1 Spiel, 0 Tore - Sander Berge (seit 2017, Genk, Sheffield United) 24 Spiele, 1 Tor - Bjørn Berger (1945, Fredrikstad) 1 Spiel, 0 Tore - Svein Bergersen (1955–1959, Lillestrøm) 3 Spiele, 0 Tore - Jo Inge Berget (2012–2017, Molde, Malmö FF) 20 Spiele, 2 Tore - Sverre Berglie (1934, Drafn) 3 Spiele, 5 Tore - Jo Bergsvand (1983, Vålerenga) 1 Spiel, 0 Tore - Valon Berisha (2012–2016, Viking, RB Salzburg) 20 Spiele, 0 Tore - Veton Berisha (seit 2016, Greuther Fürth, Viking) 5 Spiele, 1 Tor - Jacob Berner (1923–1930, Trygg) 25 Spiele, 0 Tore - Bjarne Berntsen (1978–1982, Viking) 33 Spiele, 0 Tore - Nils Berntsen (1924, Lyn) 1 Spiel, 0 Tore - Tommy Berntsen (2002–2004, Lyn) 2 Spiele, 0 Tore - Morten Berre (2001, Viking) 1 Spiel, 0 Tore - Finn Berstad (1921–1933, Brann) 32 Spiele, 13 Tore - Trond Erik Bertelsen (2006–2009, Fredrikstad, Viking) 4 Spiele, 0 Tore - Sven Otto Birkeland (1967–1972, Vigør, Lyn) 5 Spiele, 1 Tor - Jan Birkelund (1973–1978, Skeid, Lillestrøm) 33 Spiele, 0 Tore - Henning Bjarnøy (1983–1984, Vålerenga) 6 Spiele, 1 Tor - Bård Bjerkeland (1986–1987, Lillestrøm) 3 Spiele, 0 Tore - Frode Bjerkholt (1913, Larvik Turn) 1 Spiel, 0 Tore - Johan Bjørdal (2013, Viking) 3 Spiele, 0 Tore - Fredrik Bjørkan (seit 2021, Bodø/Glimt) 1 Spiel, 0 Tore - John Anders Bjørkøy (2007–2008, Fredrikstad) 4 Spiele, 0 Tore - Stig Inge Bjørnebye (1989–2000, Kongsvinger, Rosenborg, Liverpool, Brøndby, Blackburn) 75 Spiele, 1 Tor - Kåre Bjørnsen (1960, Viking) 1 Spiel, 0 Tore | - Per Bjørnø (1949–1951, Ørn Horten) 9 Spiele, 0 Tore - Olav Håkon Blengsli (1962–1964, Steinkjer) 2 Spiele, 0 Tore - Sverre Blix (1910, Mercantile) 1 Spiel, 0 Tore - Tom Blohm (1937–1952, Hugin, Lyn) 20 Spiele, 0 Tore - Lars Bohinen (1989–1999, Vålerenga, Young Boys, Lillestrøm, Nottingham, Blackburn, Derby) 49 Spiele, 10 Tore - Knut Borch (2005, Tromsø) 1 Spiel, 0 Tore - Bjørn Borgen (1957–1966, Fredrikstad, Lyn) 35 Spiele, 6 Tore - Bård Borgersen (2001–2006, Odd, Aalborg, Start) 10 Spiele, 2 Tore - Trygve Bornø (1966–1972, Skeid) 43 Spiele, 0 Tore - Daniel Braaten (2004–2014, Skeid, Rosenborg, Bolton, FC København) 52 Spiele, 4 Tore - Bjørn Otto Bragstad (1999–2000, Rosenborg, Derby) 15 Spiele, 0 Tore - Torkild Brakstad (1974, Molde) 3 Spiele, 0 Tore - Sverre Brandhaug (1981–1991, Rosenborg) 35 Spiele, 2 Tore - Hans Brandtun (1985, Brann) 1 Spiel, 0 Tore - Rune Bratseth (1986–1994, Rosenborg, Werder Bremen) 60 Spiele, 4 Tore - Harald Brattbakk (1995–2004, Rosenborg, Celtic) 17 Spiele, 5 Tore - Per Bråtveit (seit 2020, Djurgården) 1 Spiel, 0 Tore - Per Bredesen (1949–1951, Ørn Horten) 18 Spiele, 7 Tore - Sigurd Brekke (1910, Mercantile) 1 Spiel, 0 Tore - Wilhelm Brekke (1908, Mercantile) 1 Spiel, 0 Tore - Geirmund Brendesæter (1993–1995, Brann) 6 Spiele, 0 Tore - Egil Brenna Lund (1926–1933, Fredrikstad) 14 Spiele, 0 Tore - Simen Brenne (2007–2012, Lillestrøm, Odd) 15 Spiele, 1 Tor - Jean-Louis Bretteville (1924–1936, Lyn) 9 Spiele, 0 Tore - Tor Brevik (1979–1983, Steinkjer, Vålerenga) 11 Spiele, 0 Tore - Knut Brogaard (1954, Ørn Horten) 1 Spiel, 0 Tore - Arne Brustad (1935–1946, Lyn) 33 Spiele, 17 Tore - Fredrik Brustad (2014, Solna) 1 Spiel, 0 Tore - Knut Brynildsen (1935–1948, Fredrikstad) 18 Spiele, 10 Tore - Willy Buer (1954, Lyn) 1 Spiel, 0 Tore - Ola By Rise (1984–1994, Rosenborg) 25 Spiele, 0 Tore - Godfred Bysheim (1936, Hardy) 1 Spiel, 0 Tore - Lars Gaute Bø (1987, Bryne) 1 Spiel, 0 Tore - John Bøhleng (1933, Skeid) 1 Spiel, 0 Tore - Minotti Bøhn (1908, Mercantile) 1 Spiel, 2 Tore - Tore Børrehaug (1963–1971, Frigg, Lyn) 9 Spiele, 0 Tore - Arne Børresen (1928–1937, Fredrikstad) 25 Spiele, 1 Tor - Leif Børresen (1931, Fram Larvik) 1 Spiel, 1 Tor |

## C
| - John Carew (1998–2011, Vålerenga, Rosenborg, Valencia, Roma, Besiktas, Lyon, Aston Villa, Stoke City) 91 Spiele, 24 Tore - Didrik Christensen (1933–1935, Odd) 2 Spiele, 0 Tore - Gunnar Christensen (1927–1928, Odd) 9 Spiele, 0 Tore | - Jan Christiansen (1969–1973, Rosenborg) 13 Spiele, 0 Tore - Julius Clementz (1910–1911, Mercantile) 2 Spiele, 0 Tore |

## D
| - Bjørn Dahl (2004, Viking) 1 Spiel, 0 Tore - Gunnar Dahl (1924–1927, Ørn Horten) 4 Spiele, 1 Tor - Hans Dahl (1924–1925, Frigg) 5 Spiele, 0 Tore - Gunnar Dahlen (1947–1952, Freidig) 19 Spiele, 4 Tore - Knut Dahlen (1946–1953, Raufoss) 5 Spiele, 2 Tore - Tore André Dahlum (1990–1999, Start, Rosenborg) 15 Spiele, 6 Tore - Ingvar Dalhaug (1983, Brann) 1 Spiel, 0 Tore - Thorbjørn Damgaard (1912, Frigg) 1 Spiel, 0 Tore - André Danielsen (2014, Viking) 2 Spiele, 0 Tore - Robert Danielsen (1928, Kvik Halden) 1 Spiel, 0 Tore | - William Danielsen (1934–1937, Viking) 6 Spiele, 1 Tor - Vidar Davidsen (1979–1986, Frigg, Vålerenga) 46 Spiele, 5 Tore - Vadim Demidov (2008–2012, Rosenborg, Real Sociedad, Frankfurt) 16 Spiele, 0 Tore - Hans Deunk (1982, Moss) 1 Spiel, 0 Tore - Adama Diomandé (2015–2017, Stabæk, Hull City) 11 Spiele, 1 Tor - Halfdan Ditlev-Simonsen (1912–1916, Ready) 7 Spiele, 4 Tore - Olav Ditlev-Simonsen (1915–1916, Ready) 5 Spiele, 0 Tore - Arne Dokken (1975–1984, Strømsgodset, Lillestrøm, Panathinaikos, Apollon, Rosenborg) 24 Spiele, 2 Tore - Thomas Drage (2012, Tromsø) 1 Spiel, 0 Tore - Paul Due (1912, Lyn) 1 Spiel, 0 Tore - Gunnar Dybwad (1951–1960, Freidig, Steinkjer) 27 Spiele, 11 Tore - Ola Dybwad-Olsen (1968–1972, Lyn) 24 Spiele, 11 Tore - Aron Dønnum (seit 2021, Vålerenga) 1 Spiel, 0 Tore |

## E
| - Gustav Edén (1915, Fredrikstad) 1 Spiel, 0 Tore - Kjell Eeg (1937, Djerv Bergen) 1 Spiel, 0 Tore - Sigurd Eek (1924, Odd) 1 Spiel, 0 Tore - Claus Eftevaag (1990–1995, Start) 3 Spiele, 0 Tore - Dan Eggen (1993–2001, Brøndby, Celta Vigo, Alavés) 25 Spiele, 2 Tore - Knut Torbjørn Eggen (1984, Rosenborg) 4 Spiele, 0 Tore - Nils Arne Eggen (1963–1969, Rosenborg, Vålerenga) 29 Spiele, 0 Tore - Gunnar Eide (1952, Sarpsborg) 1 Spiel, 0 Tore - Sverre Eika (1923, Lyn) 2 Spiele, 0 Tore - Magnus Eikrem (2012–2016, Molde, Heerenveen, Malmö FF) 17 Spiele, 0 Tore - Anbjørn Ekeland (1971, Viking) 3 Spiele, 0 Tore - Hassan El Fakiri (2004–2006, Monaco, Mönchengladbach) 8 Spiele, 0 Tore - Omar Elabdellaoui (seit 2013, Braunschweig, Olympiakos, Hull City, Galatasaray) 49 Spiele, 0 Tore - Wilhelm Eliassen (1960, Frigg) 1 Spiel, 0 Tore - Erland Ellingsen (1922, Drafn) 1 Spiel, 0 Tore - Knut Ellingsrud (1928, Ørn Horten) 1 Spiel, 0 Tore - Mohamed Elyounoussi (seit 2014, Molde, Basel, Southampton, Celtic) 34 Spiele, 7 Tore - Tarik Elyounoussi (2008–2019, Fredrikstad, Heerenveen, Rosenborg, Hoffenheim, Olympiakos, Qarabağ, Solna) 60 Spiele, 10 Tore - Hans Endrerud (1908–1912, Mercantile) 6 Spiele, 1 Tor | - Dagfinn Enerly (1996–2001, Skeid, Rosenborg) 2 Spiele, 0 Tore - Kaare Engebretsen (1913–1920, Mercantile) 20 Spiele, 8 Tore - Arnfinn Engerbakk (1987, Kongsvinger) 4 Spiele, 0 Tore - Erik Engsmyr (1956–1960, Greåker) 2 Spiele, 0 Tore - Birk Engstrøm (1977, Bryne) 1 Spiel, 0 Tore - Arne Eriksen (1946, Sarpsborg) 1 Spiel, 0 Tore - Leif Eriksen (1935, Brann) 1 Spiel, 0 Tore - Leif Eriksen (1964–1968, Vålerenga) 4 Spiele, 1 Tor - Nils Eriksen (1931–1939, Odd, Moss) 47 Spiele, 0 Tore - Rolf Vevle Eriksen (1952, Brann) 1 Spiel, 0 Tore - William Eriksen (1932, Odd) 1 Spiel, 0 Tore - Arne Erlandsen (1979–1987, Lillestrøm, Djurgården) 22 Spiele, 1 Tor - Cato Erstad (1987, Hamarkameratene) 1 Spiel, 0 Tore - Arnfinn Espeseth (1970–1971, Brann) 2 Spiele, 1 Tor - Håkon Evjen (seit 2020, Alkmaar) 1 Spiel, 0 Tore |

## F
| - Edgar Falch (1954–1959, Viking) 28 Spiele, 0 Tore - Petter Fauchald (1954, Kapp) 2 Spiele, 0 Tore - Mohammed Fellah (2013, Vålerenga) 2 Spiele, 0 Tore - Morten Fevang (2009, Odd) 1 Spiel, 0 Tore - Harald Finstad (1921, Frigg) 2 Spiele, 0 Tore - Svein Fjælberg (1979–1986, Viking) 33 Spiele, 0 Tore - Jan Kristian Fjærestad (1987–1988, Moss) 7 Spiele, 1 Tor - Jan Åge Fjørtoft (1986–1996, Hamarkameratene, Lillestrøm, Rapid Wien, Swindon, Middlesbrough) 71 Spiele, 20 Tore - Karl Oskar Fjørtoft (2004, Hammarby) 1 Spiel, 0 Tore - Alf Flinth (1924–1927, Kvik Halden) 6 Spiele, 0 Tore - Håvard Flo (1996–2004, Aarhus, Werder Bremen, Wolverhampton, Sogndal) 26 Spiele, 7 Tore - Jostein Flo (1987–2000, Molde, Sogndal, Sheffield United, Strømsgodset) 53 Spiele, 11 Tore - Per-Egil Flo (2014–2017, Molde, Slavia Prag) 5 Spiele, 0 Tore - Tore André Flo (1995–2004, Tromsø, Brann, Chelsea, Rangers, Sunderland, Siena) 76 Spiele, 23 Tore - Vegard Forren (2012–2016, Molde, Southampton) 33 Spiele, 1 Tor - Roy Fosdahl (1930–1934, Kvik Halden) 2 Spiele, 0 Tore - Willy Fossli (1953–1957, Asker) 7 Spiele, 0 Tore - Iver Fossum (seit 2016, Hannover, Aalborg) 14 Spiele, 1 Tor | - Odd Frantzen (1936–1939, Hardy) 20 Spiele, 5 Tore - Per Frantzen (1946, Varegg) 1 Spiel, 0 Tore - Gudmund Fredriksen (1924–1927, Ørn Horten) 3 Spiele, 0 Tore - Odd Fredriksen (1947, Sarpsborg) 1 Spiel, 0 Tore - Sverre Fredriksen (1929, Ørn Horten) 1 Spiel, 0 Tore - Geir Frigård (1994, Kongsvinger) 5 Spiele, 1 Tor - Sigmund Frogn (1924, Frigg) 1 Spiel, 0 Tore - Per Frøistad (1939, Lyn) 1 Spiel, 0 Tore - Carl Frølich-Hanssen (1910, Mercantile) 1 Spiel, 0 Tore - Ingvald Frøysa (1927, Aalesund) 1 Spiel, 0 Tore - Jan Fuglset (1970–1974, Fredrikstad, Molde) 20 Spiele, 6 Tore - Tor Fuglset (1970–1972, Fredrikstad, Lyn, Den Haag) 9 Spiele, 2 Tore - Olav Førli (1953–1954, Larvik Turn) 2 Spiele, 0 Tore |

## G
| - Johan Gaarder (1922, Lyn) 1 Spiel, 0 Tore - Ruben Gabrielsen (seit 2020, Toulouse) 1 Spiel, 0 Tore - Morten Gamst Pedersen (2004–2014, Tromsø, Blackburn, Karabükspor, Rosenborg) 83 Spiele, 17 Tore - Ardian Gashi (2004–2013, Vålerenga, Helsingborg) 14 Spiele, 0 Tore - Christer George (2003, Rosenborg) 2 Spiele, 0 Tore - Thomas Gill (1997–1998, Duisburg) 5 Spiele, 0 Tore - Anders Giske (1979–1989, Brann, Lillestrøm, Nürnberg, Bayer Leverkusen) 38 Spiele, 0 Tore - Reidar Goa (1970–1975, Viking) 4 Spiele, 0 Tore - Thaulow Goberg (1923–1931, Odd) 25 Spiele, 0 Tore - Erich Graff-Wang (1924, Ready) 2 Spiele, 0 Tore - Stein Gran (1979–1984, Lyn, Vålerenga) 5 Spiele, 0 Tore - Tryggve Gran (1908, Mercantile) 1 Spiel, 0 Tore - Daniel Granli (seit 2020, Aalborg) 1 Spiel, 0 Tore - Stian Gregersen (seit 2021, Molde, Bordeaux) 3 Spiele, 0 Tore - Tor André Grenersen (1990, Mjølner) 1 Spiel, 0 Tore - Christian Grindheim (2005–2014, Vålerenga, Heerenveen, FC København) 54 Spiele, 2 Tore - Erling Gripp (1947, Kvik Trondheim) 1 Spiel, 0 Tore - Frode Grodås (1991–2002, Lillestrøm, Chelsea, Tottenham, Schalke, Hønefoss) 50 Spiele, 0 Tore | - Thoralf Grubbe (1912, Odd) 1 Spiel, 0 Tore - Sten Grytebust (seit 2013, Aalesund, Odense, FC København) 5 Spiele, 0 Tore - Thomas Grøgaard (2014, Odd) 1 Spiel, 0 Tore - Svein Grøndalen (1973–1984, Raufoss, Rosenborg, Moss) 77 Spiele, 0 Tore - Frank Grønlund (1981–1982, Lillestrøm) 2 Spiele, 0 Tore - Bjarne Gulbrandsen (1913, Odd) 1 Spiel, 0 Tore - Fredrik Gulbrandsen (2014–2016, Molde) 3 Spiele, 0 Tore - Terje Gulbrandsen (1969, Skeid) 2 Spiele, 0 Tore - Tom Gulbrandsen (1987–1990, Mjøndalen, Lillestrøm) 17 Spiele, 0 Tore - Arild Gulden (1963–1965, Lyn) 9 Spiele, 0 Tore - Einar Gundersen (1917–1928, Odd, Tønsberg Turn) 33 Spiele, 26 Tore - Einar Gundersen (1939–1948, Odd, Borg) 5 Spiele, 0 Tore - Finn Gundersen (1955–1959, Skeid) 10 Spiele, 2 Tore - Håkon Gundersen (1936–1937, Frigg) 2 Spiele, 0 Tore - Harald Gundersen (1929, Sarpsborg) 2 Spiele, 0 Tore - Olav Gundersen (1927–1933, Odd) 15 Spiele, 1 Tor - Niklas Gunnarsson (2016, Hibernian) 1 Spiel, 0 Tore - Erling Gustavsen (1918, Sarpsborg) 1 Spiel, 0 Tore |

## H
| - Alf-Inge Haaland (1994–2001, Nottingham, Leeds, Manchester City) 34 Spiele, 0 Tore - Erling Haaland (seit 2019, RB Salzburg, Dortmund) 14 Spiele, 9 Tore - Per Haftorsen (1969–1972, Haugar, Fredrikstad) 11 Spiele, 0 Tore - Erik Hagen (1962–1965, Frigg) 11 Spiele, 0 Tore - Erik Hagen (2004–2007, Vålerenga, Zenit) 28 Spiele, 2 Tore - Steffen Hagen (2012–2014, Odd) 3 Spiele, 0 Tore - Johan Hallberg (1913, Larvik Turn) 1 Spiel, 0 Tore - Gunnar Halle (1987–1999, Lillestrøm, Oldham, Leeds, Bradford) 64 Spiele, 5 Tore - Asbjørn Halvorsen (1918–1923, Sarpsborg, Hamburg) 19 Spiele, 0 Tore - Harald Halvorsen (1925, Trygg) 1 Spiel, 0 Tore - Jan-Halvor Halvorsen (1989–1990, Hertha BSC) 5 Spiele, 0 Tore - Ragnar Halvorsen (1912–1913, Ready) 2 Spiele, 0 Tore - Tore Halvorsen (1957–1959, Eik Tønsberg) 11 Spiele, 0 Tore - Georg Hammer (1979, Lillestrøm) 7 Spiele, 3 Tore - Tonning Hammer (1982, Viking) 1 Spiel, 0 Tore - Svein Hammerø (1972, Viking) 1 Spiel, 0 Tore - Andreas Hanche-Olsen (seit 2020, Gent) 4 Spiele, 0 Tore - Brede Hangeland (2002–2014, Viking, FC København, Fulham) 91 Spiele, 4 Tore - Alf Hansen (1926, Sarpsborg) 1 Spiel, 0 Tore - André Hansen (seit 2013, Odd, Rosenborg) 10 Spiele, 0 Tore - Anker Hansen (1925, Torp) 1 Spiel, 0 Tore - Asbjørn Hansen (1952–1961, Sparta, Sarpsborg) 52 Spiele, 0 Tore - Bjarne Hansen (1913, Larvik Turn) 1 Spiel, 0 Tore - Bjarne Hansen (1957–1958, Vålerenga) 3 Spiele, 0 Tore - Einar Hansen (1912–1916, Frigg) 6 Spiele, 0 Tore - Eldar Hansen (1961, Rosenborg) 1 Spiel, 1 Tor - Emil Hansen (1916–1917, Ørn Horten) 5 Spiele, 0 Tore - Even Hansen (1954, Odd) 1 Spiel, 0 Tore - Frode Hansen (1981–1982, Fredrikstad) 3 Spiele, 0 Tore - Gunnar Hansen (1947–1950, Sarpsborg) 7 Spiele, 0 Tore - Hugo Hansen (1986–1990, Bryne, Molde, Rosenborg) 14 Spiele, 0 Tore - Jan Hansen (1975–1981, Rosenborg) 19 Spiele, 0 Tore - Karsten Hansen (1950–1952, Sparta) 3 Spiele, 0 Tore - Oddvar Hansen (1948–1954, Brann) 19 Spiele, 0 Tore - Rune Hansen (1977, Lillestrøm) 1 Spiel, 0 Tore - Sverre Hansen (1933–1936, Fram Larvik) 15 Spiele, 7 Tore - Torjus Hansén (2002–2003, Bielefeld) 3 Spiele, 0 Tore - Vidar Hansen (1979–1984, Lillestrøm, Fredrikstad) 12 Spiele, 0 Tore - Wilhelm Hansen (1913–1914, Larvik Turn) 2 Spiele, 0 Tore - Jonny Hanssen (1997–2003, Tromsø, Lyn) 5 Spiele, 0 Tore - Erlend Hanstveit (2004–2006, Brann) 5 Spiele, 0 Tore - Per Haraldsen (1912–1916, Odd) 4 Spiele, 0 Tore - Åge Hareide (1976–1986, Molde, Manchester City, Norwich) 50 Spiele, 5 Tore - Thorleif Hartung (1933, Strong) 1 Spiel, 0 Tore - Kjetil Hasund (1966–1971, Hødd) 16 Spiele, 3 Tore - Jens Petter Hauge (seit 2020, Milan, Frankfurt) 5 Spiele, 0 Tore - Henning Hauger (2006–2011, Stabæk, Hannover) 23 Spiele, 0 Tore - Vegar Hedenstad (2012–2013, Stabæk, Freiburg) 4 Spiele, 0 Tore - Vegard Heggem (1998–2000, Rosenborg, Liverpool) 20 Spiele, 1 Tor - Ole Hegnander (1918, Trygg) 1 Spiel, 0 Tore - Helge Helgesen (1933, Lisleby) 1 Spiel, 1 Tor | - Johnny Helgesen (1917–1928, Kvik Halden) 22 Spiele, 7 Tore - Pål André Helland (2015–2016, Rosenborg) 6 Spiele, 1 Tor - Roger Helland (1997, Brann) 2 Spiele, 0 Tore - Nils Ove Hellvik (1982–1987, Viking, Bryne) 5 Spiele, 0 Tore - Per Helsing (1915–1919, Ready) 13 Spiele, 1 Tor - Thorstein Helstad (2000–2010, Brann, Austria Wien, Rosenborg, Le Mans) 38 Spiele, 10 Tore - Harald Hennum (1949–1960, Frigg, Skeid) 43 Spiele, 25 Tore - Hans Hermann Henriksen (1984–1988, Valenciennes, Guingamp, Abbeville) 22 Spiele, 0 Tore - Henry Henriksen (1949, Kvik Trondheim) 1 Spiel, 0 Tore - Kristian Henriksen (1934–1946, Sarpsborg, Frigg, Lyn) 28 Spiele, 0 Tore - Markus Henriksen (seit 2010, Rosenborg, Alkmaar, Hull City) 58 Spiele, 3 Tore - Ole Johnny Henriksen (1977–1980, Moss) 6 Spiele, 0 Tore - Peder Henriksen (1915, Odd) 1 Spiel, 0 Tore - Per Henriksen (1983–1984, Viking) 10 Spiele, 0 Tore - Geir Henæs (1979, Moss) 3 Spiele, 0 Tore - Charles Herlofson (1910–1915, Mercantile) 12 Spiele, 0 Tore - Kai Erik Herlovsen (1982–1988, Fredrikstad, Mönchengladbach) 34 Spiele, 0 Tore - Thor Hernes (1953–1956, Lyn) 27 Spiele, 0 Tore - Daniel Berg Hestad (1998–2003, Molde) 8 Spiele, 0 Tore - Harry Hestad (1969–1976, Molde, Den Haag) 31 Spiele, 5 Tore - Arild Hetleøen (1970–1971, Brann) 4 Spiele, 0 Tore - Fredrik Hetty (1928, Fram Larvik) 2 Spiele, 0 Tore - Knut Heyerdahl-Larsen (1910, Lyn) 1 Spiel, 0 Tore - Odd Hoel (1932–1935, Lyn) 4 Spiele, 4 Tore - Espen Hoff (2005–2006, Odd, Lyn) 2 Spiele, 0 Tore - Hugo Hofstad (1923–1926, Brann) 12 Spiele, 0 Tore - Erik Hoftun (1997–2002, Rosenborg) 30 Spiele, 0 Tore - Daniel Fredheim Holm (2007–2008, Vålerenga) 3 Spiele, 0 Tore - Glenn Holm (1988, Moss) 1 Spiel, 0 Tore - Gustav Holm (1912–1913, Ready) 2 Spiele, 0 Tore - Per Holm (1918–1926, Sarpsborg) 17 Spiele, 1 Tor - Thomas Holm (2004–2005, Vålerenga) 4 Spiele, 0 Tore - Erik Holmberg (1946–1953, Fredrikstad) 27 Spiele, 0 Tore - Rolf Holmberg (1936–1939, Odd) 26 Spiele, 0 Tore - Øivind Holmsen (1934–1945, Lyn) 36 Spiele, 0 Tore - Erik Holtan (2002–2004, Odd) 6 Spiele, 0 Tore - Fredrik Horn (1936, Lyn) 2 Spiele, 0 Tore - Jørgen Horn (2013, Strømsgodset) 2 Spiele, 0 Tore - Magne Hoseth (2001–2009, Molde, FC København, Vålerenga) 22 Spiele, 1 Tor - Poul Houmann (1908, Mercantile) 1 Spiel, 0 Tore - Jan Anders Hovdan (1973, Frigg) 6 Spiele, 0 Tore - Even Hovland (2012–2020, Molde, Nürnberg, Rosenborg) 29 Spiele, 0 Tore - Øivind Husby (1987, Vålerenga) 2 Spiele, 0 Tore - Erik Huseklepp (2008–2014, Brann, Bari, Portsmouth, Birmingham) 36 Spiele, 7 Tore - Jørgen Hval (1933–1937, Mjøndalen) 6 Spiele, 0 Tore - Ragnar Hvidsten (1950–1955, Sandefjord, Skeid) 22 Spiele, 2 Tore - Kristofer Hæstad (2005–2010, Start, Wigan, Vålerenga) 28 Spiele, 1 Tor - Tom Høgli (2008–2015, Tromsø, Brugge, FC København) 49 Spiele, 2 Tore - Per-Mathias Høgmo (1986, Tromsø) 1 Spiel, 0 Tore - Øivind Høibak (1947, Mjøndalen) 1 Spiel, 0 Tore - Kenneth Høie (2014, Djurgården) 1 Spiel, 0 Tore - Jon Inge Høiland (2004–2010, Malmö FF, Kaiserslautern, Stabæk) 24 Spiele, 1 Tor - Reidar Høilund (1921–1923, Ørn Horten) 6 Spiele, 0 Tore - Arne Høivik (1951–1959, Eik Tønsberg) 4 Spiele, 1 Tor - Gabriel Høyland (1974–1982, Bryne) 23 Spiele, 3 Tore - Sten Glenn Håberg (1986–1989, Lillestrøm, Start) 8 Spiele, 0 Tore - Josef Håkestad (1935, Larvik Turn) 2 Spiele, 0 Tore - Atle Roar Håland (2006, Start) 1 Spiel, 0 Tore |

## I
| - Abdisalam Ibrahim (2014, Ergotelis) 2 Spiele, 0 Tore - Arne Ileby (1939, Fredrikstad) 1 Spiel, 0 Tore - Kåre Ingebrigtsen (1990–1995, Rosenborg, Manchester City, Lillestrøm) 23 Spiele, 1 Tor - Magnar Isaksen (1936–1938, Lyn) 14 Spiele, 5 Tore - Kjell Iversen (1982–1983, Bryne) 2 Spiele, 0 Tore | - Odd Iversen (1967–1979, Rosenborg, Racing Mechelen, Vålerenga) 45 Spiele, 19 Tore - Olaf Iversen (1914, Mercantile) 1 Spiel, 0 Tore - Steffen Iversen (1998–2011, Tottenham, Wolverhampton, Vålerenga, Rosenborg, Crystal Palace) 79 Spiele, 21 Tore |

## J
| - Egil Jacobsen (1923–1927, Ørn Horten) 5 Spiele, 1 Tor - Pål Jacobsen (1975–1986, Hamarkameratene, Vålerenga) 42 Spiele, 13 Tore - Tom Jacobsen (1971–1982, Hamarkameratene, Vålerenga) 16 Spiele, 0 Tore - Tom Rüsz Jacobsen (1975–1983, Fram Larvik, Bryne, Vålerenga) 26 Spiele, 0 Tore - Jahn Ivar (Mini) Jakobsen (1988–1998, Rosenborg, Young Boys, Duisburg, Lierse) 65 Spiele, 11 Tore - Carl Jamissen (1935, Sarpsborg) 3 Spiele, 1 Tor - Jørn Jamtfall (1997, Rosenborg) 1 Spiel, 0 Tore - Rune Jarstein (seit 2007, Odd, Rosenborg, Viking, Hertha BSC) 72 Spiele, 0 Tore - Roald Jensen (1960–1971, Brann, Hearts) 31 Spiele, 5 Tore - Sverre Jensen (1912, Ready) 2 Spiele, 0 Tore - Ruben Jenssen (2010–2016, Tromsø, Kaiserslautern, Groningen) 39 Spiele, 0 Tore - Egil Jevanord (1945–1947, Spartacus, Lyn) 5 Spiele, 0 Tore - Tor Jevne (1952–1953, Skeid, Fremad) 3 Spiele, 2 Tore - Finn Johannesen (1931–1933, Lisleby, Fredrikstad) 6 Spiele, 3 Tore - Arnold Johannessen (1959, Pors) 3 Spiele, 0 Tore - Erik Johannessen (1975, Viking) 6 Spiele, 0 Tore - Henry Johannessen (1946–1955, Fredrikstad) 14 Spiele, 7 Tore - Karl Johan Johannessen (1968, Lyn) 1 Spiel, 0 Tore - Karsten Johannessen (1947, Viking) 1 Spiel, 0 Tore - Rolf Johannessen (1931–1945, Lisleby, Fredrikstad) 20 Spiele, 0 Tore - Steinar Johannessen (1959–1960, Frigg) 2 Spiele, 0 Tore - Tom Johannessen (1961, Fredrikstad) 4 Spiele, 0 Tore - Trygve Johannessen (1975–1979, Viking) 5 Spiele, 0 Tore - Øivind Johannessen (1949–1952, Sandefjord, Skeid) 4 Spiele, 0 Tore - Alf Johansen (1926, Kvik Halden) 1 Spiel, 0 Tore - Andreas Johansen (1924–1928, Fredrikstad) 4 Spiele, 0 Tore | - Arne Johansen (1925, Kvik Halden) 1 Spiel, 0 Tore - Arthur Johansen (1930–1931, Gjøa) 3 Spiele, 0 Tore - Bernhard Johansen (1953, Skeid) 1 Spiel, 0 Tore - Egil Johansen (1984–1987, Vålerenga) 12 Spiele, 2 Tore - Erik Johansen (1961–1970, Gjøvik/Lyn, Skeid) 38 Spiele, 9 Tore - Geir Johansen (1983, Eik Tønsberg) 4 Spiele, 0 Tore - Harald Johansen (1908–1912, Mercantile) 7 Spiele, 0 Tore - Henry (Tippen) Johansen (1926–1938, Vålerenga) 48 Spiele, 0 Tore - Håkon Johansen (1933–1937, Fredrikstad) 2 Spiele, 0 Tore - Martin Johansen (1923–1927, Drafn) 16 Spiele, 0 Tore - Roar Johansen (1958–1967, Fredrikstad) 61 Spiele, 0 Tore - Rune Buer Johansen (2004, Hamarkameratene) 1 Spiel, 0 Tore - Stefan Johansen (2013–2020, Strømsgodset, Celtic, Fulham, West Bromwich) 55 Spiele, 6 Tore - Stig Johansen (1997, Bodø/Glimt) 3 Spiele, 0 Tore - Tor Egil Johansen (1971–1980, Skeid, Lillestrøm) 52 Spiele, 7 Tore - Bjarne Johnsen (1923, Brann) 5 Spiele, 3 Tore - Bjørn Maars Johnsen (seit 2017, Den Haag, Alkmaar, Rosenborg) 16 Spiele, 5 Tore - Erland Johnsen (1987–1995, Moss, Bayern München, Chelsea) 24 Spiele, 2 Tore - Espen Johnsen (2003–2006, Rosenborg) 18 Spiele, 0 Tore - Frode Johnsen (2000–2013, Rosenborg, Nagoya, Odd) 35 Spiele, 10 Tore - John Johnsen (1920–1922, Brann) 9 Spiele, 0 Tore - Marius Johnsen (2005–2007, Start, 1. FC Köln) 6 Spiele, 0 Tore - Ronny Johnsen (1991–2007, Eik Tønsberg, Lyn, Lillestrøm, Besiktas, Manchester United, Aston Villa, Vålerenga) 63 Spiele, 3 Tore - Børge Josefsen (1975, Skeid) 1 Spiel, 0 Tore - Erik Just Olsen (1975, Os) 3 Spiele, 1 Tor - Jørgen Juve (1928–1937, Lyn) 45 Spiele, 33 Tore |

## K
| - Pa Modou Kah (2001–2008, Vålerenga, AIK, Roda) 10 Spiele, 1 Tor - Ola Kamara (2013–2019, Strømsgodset, Austria Wien, Columbus Crew, LA Galaxy, Shenzhen) 17 Spiele, 7 Tore - Azar Karadaş (2001–2008, Brann, Rosenborg, Benfica, Portsmouth) 10 Spiele, 1 Tor - Erik Karlsen (1977, Lillestrøm) 1 Spiel, 0 Tore - Geir Karlsen (1969–1977, Odd, Rosenborg, Dunfermline, Vålerenga) 32 Spiele, 0 Tore - Harry Boye Karlsen (1946–1956, Lyn, Ørn Horten, Larvik Turn) 58 Spiele, 4 Tore - Helge Karlsen (1973–1979, Brann) 35 Spiele, 0 Tore - Reidar Karlsen (1932, Lisleby) 1 Spiel, 0 Tore - Stein Karlsen (1973, Hamarkameratene) 1 Spiel, 0 Tore - Ulf Karlsen (1991–1992, Viking) 3 Spiele, 0 Tore - Yngve Karlsen (1953–1957, Sandefjord) 4 Spiele, 0 Tore - Kjell Kaspersen (1961–1971, Skeid) 34 Spiele, 1 Tor - Anker Kihle (1939, Storm) 2 Spiele, 0 Tore - Evald Kihle (1951, Odd) 2 Spiele, 0 Tore - Håkon Kindervåg (1954, Viking) 1 Spiel, 0 Tore - Joshua King (seit 2012, Manchester United, Blackburn, Bournemouth, Everton) 55 Spiele, 17 Tore - Frode Kippe (2003–2008, Lillestrøm) 8 Spiele, 0 Tore - Folke Kirkemo (1925, Mercantile) 1 Spiel, 0 Tore - Pål Kirkevold (2017, Stabæk) 1 Spiel, 0 Tore - Tormod Kjellsen (1910–1913, Larvik Turn) 2 Spiele, 0 Tore - Kjeld Kjos (1927–1936, Brann) 24 Spiele, 0 Tore - Martin Kjølholdt (1965, Sarpsborg) 2 Spiele, 0 Tore - Mike Kjølø (2000, Stabæk) 1 Spiel, 0 Tore - Bjarne Klavestad (1926, Sarpsborg) 2 Spiele, 0 Tore - Olav Klepp (1987, Brøndby) 1 Spiel, 0 Tore - Jon Knudsen (2008–2011, Stabæk) 20 Spiele, 0 Tore - Per Knudsen (1955–1956, Vålerenga) 4 Spiele, 0 Tore - Samuel Knutzen (1912, Ready) 1 Spiel, 0 Tore | - Terje Kojedal (1981–1989, Hamarkameratene, Mulhouse, Valenciennes) 66 Spiele, 1 Tor - Stein Kollshaugen (1979–1984, Moss) 18 Spiele, 7 Tore - Kåre Kongsvik (1929–1930, Brann) 3 Spiele, 1 Tor - Anders Konradsen (2012–2015, Strømsgodset, Rennes) 8 Spiele, 1 Tor - Tore Kordahl (1974–1981, Lyn, Lillestrøm) 29 Spiele, 0 Tore - Arnt Kortgaard (1983–1987, Mjøndalen) 4 Spiele, 0 Tore - Arne Kotte (1953–1961, Steinkjer, Frigg, Vålerenga) 19 Spiele, 3 Tore - Jack Kramer (1960–1964, Vålerenga) 7 Spiele, 0 Tore - Kristian Krefting (1911–1912, Lyn) 5 Spiele, 0 Tore - Kjell Kristiansen (1952–1959, Asker) 26 Spiele, 10 Tore - Reidar Kristiansen (1955–1959, Fredrikstad) 15 Spiele, 0 Tore - Ruben Kristiansen (2013–2014, Tromsø) 4 Spiele, 0 Tore - Fritz Kristoffersen (1946, Ørn Horten) 1 Spiel, 0 Tore - Martinius Kristoffersen (1921–1923, Odd) 2 Spiele, 0 Tore - Per Kristoffersen (1957–1966, Fredrikstad) 25 Spiele, 6 Tore - John Krogh (1962–1963, Rosenborg) 11 Spiele, 4 Tore - André Krogsæter (1984–1985, Lillestrøm) 4 Spiele, 0 Tore - Oddvar Kruge (1951, Fram Larvik) 1 Spiel, 0 Tore - Israel Krupp (1930, Oslokameratene) 1 Spiel, 1 Tor - Harry Kure (1951–1957, Selbak, Sarpsborg) 16 Spiele, 5 Tore - Arthur Kvammen (1933, Viking) 1 Spiel, 1 Tor - Reidar Kvammen (1933–1949, Viking) 51 Spiele, 17 Tore - Sverre Kvammen (1935, Viking) 1 Spiel, 0 Tore - Bjørn Tore Kvarme (1997, Liverpool) 1 Spiel, 0 Tore - Svein Kvia (1969–1976, Viking) 38 Spiele, 3 Tore - Raymond Kvisvik (2000–2006, Brann, Austria Wien, Fredrikstad) 11 Spiele, 2 Tore |

## L
| - Alf Lagesen (1920, Drammens BK) 1 Spiel, 0 Tore - Kai Lagesen (1986–1987, Mjøndalen) 2 Spiele, 0 Tore - Rune Lange (2004, Brugge) 1 Spiel, 0 Tore - Yann-Erik de Lanlay (2013–2014, Viking) 5 Spiele, 1 Tor - Bjarne Røed Larsen (1931, Fram Larvik) 1 Spiel, 0 Tore - Einar Larsen (1927, Gjøa) 1 Spiel, 0 Tore - Einar Bruno Larsen (1959–1964, Vålerenga) 3 Spiele, 1 Tor - Frode Larsen (1975, Brann) 7 Spiele, 0 Tore - Jørgen Strand Larsen (seit 2020, Groningen) 1 Spiel, 0 Tore - Ragnar Larsen (1948–1962, Sandaker) 11 Spiele, 2 Tore - Ragnar Larsen (1954–1959, Odd) 12 Spiele, 1 Tor - Thorleif Larsen (1945, Fredrikstad) 2 Spiele, 0 Tore - Johan Lauritzen (1913, Storm) 1 Spiel, 1 Tor - Arne Legernes (1955–1961, Freidig, Molde, Larvik Turn) 41 Spiele, 1 Tor - Magnus Lekven (2012–2013, Esbjerg) 4 Spiele, 0 Tore - Øyvind Leonhardsen (1990–2003, Molde, Rosenborg, Wimbledon, Liverpool, Tottenham, Aston Villa) 86 Spiele, 19 Tore - Bjørn Arild Levernes (1995, Vålerenga) 2 Spiele, 1 Tor - Kaare Lie (1928–1929, Holmestrand, Frigg) 2 Spiele, 0 Tore - Sverre Lie (1908, Mercantile) 1 Spiel, 0 Tore | - Arvid Lindberg (1924–1927, Moss) 7 Spiele, 0 Tore - Erling Lindberg (1929, Sarpsborg) 1 Spiel, 0 Tore - Martin Linnes (seit 2013, Molde, Galatasaray) 29 Spiele, 1 Tor - Per Ljostveit (1954–1956, Larvik Turn) 7 Spiele, 1 Tor - Marius Lode (seit 2021, Bodø/Glimt) 1 Spiel, 0 Tore - Per Ove Ludvigsen (1990, Fyllingen) 1 Spiel, 0 Tore - Andreas Lund (1999–2000, Molde) 8 Spiele, 4 Tore - Bernhard Lund (1933–1934, Viking) 3 Spiele, 0 Tore - Tom Lund (1971–1982, Lillestrøm) 47 Spiele, 12 Tore - Erling Lunde (1927–1928, Odd) 2 Spiele, 0 Tore - Herbert Lunde (1922–1929, Brann) 15 Spiele, 2 Tore - Thor Lunde (1948, Sparta) 1 Spiel, 0 Tore - Claus Lundekvam (1995–2005, Brann, Southampton) 40 Spiele, 2 Tore - Pål Lydersen (1990–1994, Start, Arsenal) 20 Spiele, 1 Tor - Egil Lærum (1946–1951, Vålerenga, Larvik Turn) 16 Spiele, 0 Tore - Karl Petter Løken (1987–1995, Rosenborg) 36 Spiele, 1 Tor - Trygve Løken (1927, Moss) 1 Spiel, 0 Tore - Anton Løkkeberg (1954, Sarpsborg) 1 Spiel, 0 Tore |

## M
| - Erling Maartmann (1911–1915, Lyn) 8 Spiele, 0 Tore - Rolf Maartmann (1911–1915, Lyn) 8 Spiele, 2 Tore - Jan Madsen (1988, Bryne) 1 Spiel, 0 Tore - Kim André Madsen (2011–2013, Strømsgodset) 5 Spiele, 0 Tore - Fritz Magnussen (1919, Tønsberg Turn) 1 Spiel, 0 Tore - Per Terje Markussen (1986–1987, Mjøndalen) 2 Spiele, 0 Tore - Alf Martinsen (1936–1946, Lillestrøm) 25 Spiele, 10 Tore - Lars Martinsen (1938–1939, Strong) 5 Spiele, 0 Tore - Ole Einar Martinsen (1992–1993, Kongsvinger, Rosenborg) 2 Spiele, 0 Tore - Per Martinsen (1962, Lisleby) 2 Spiele, 0 Tore - Arild Mathisen (1965–1971, Vålerenga, Strømsgodset) 29 Spiele, 0 Tore - Hans Jacob Mathisen (1959–1961, Fredrikstad) 5 Spiele, 0 Tore - Svein Mathisen (1975–1984, Start) 25 Spiele, 2 Tore - Børre Meinseth (1987–1988, Bryne) 8 Spiele, 0 Tore - Erling Meirik (1972–1975, Rosenborg) 13 Spiele, 0 Tore - Birger Meling (seit 2017, Rosenborg, Nîmes, Rennes) 21 Spiele, 0 Tore - Fredrik Midtsjø (seit 2016, Rosenborg, Alkmaar) 11 Spiele, 0 Tore - Mons Ivar Mjelde (1993–1995, Lillestrøm, Austria Wien) 3 Spiele, 2 Tore - Kjell Moe (1945, Fredrikstad) 2 Spiele, 1 Tor | - Sten Moe (1928–1936, Fredrikstad) 6 Spiele, 4 Tore - Finn Moen (1939–1948, Sarpsborg) 10 Spiele, 0 Tore - Petter Vaagan Moen (2006–2011, Brann, Queens Park Rangers) 9 Spiele, 1 Tor - Ulf Moen (1984–1985, Odd, Bryne) 4 Spiele, 0 Tore - Ellef Mohn (1920–1922, Frigg) 3 Spiele, 0 Tore - Morten Moldskred (2009–2011, Tromsø, Rosenborg) 9 Spiele, 1 Tor - Magdalon Monsen (1935–1939, Hardy) 5 Spiele, 0 Tore - Per Edmund Mordt (1984–1989, Vålerenga, IFK Göteborg) 31 Spiele, 1 Tor - Andreas Morisbak (1968–1969, Lyn) 3 Spiele, 0 Tore - Thor Moxnes (1948, Freidig) 5 Spiele, 0 Tore - Roald Muggerud (1958–1960, Lyn) 4 Spiele, 0 Tore - Thomas Myhre (1998–2007, Everton, FC København, Besiktas, Sunderland, Charlton) 56 Spiele, 0 Tore - Erik Mykland (1990–2000, Start, Utrecht, FC Linz, Panathinaikos, 1860 München) 78 Spiele, 2 Tore - Arne Møller (1924–1925, Frigg) 4 Spiele, 0 Tore - Arne Møller (1986–1987, Brann) 4 Spiele, 0 Tore - Ulrich Møller (1987, Molde) 2 Spiele, 0 Tore - Mats Møller Dæhli (seit 2013, Molde, Cardiff City, Freiburg, St. Pauli, Genk, Nürnberg) 26 Spiele, 1 Tor |

## N
| - Arne Natland (1949–1960, Skeid, Eik Tønsberg) 26 Spiele, 0 Tore - Dag Navestad (1970, Sarpsborg) 1 Spiel, 0 Tore - Olav Navestad (1939, Sarpsborg) 1 Spiel, 1 Tor - Frank Nervik (1959, Brage) 1 Spiel, 0 Tore - Erik Nevland (2001–2009, Viking, Groningen, Fulham) 8 Spiele, 0 Tore - Tokmac Nguen (seit 2021, Ferencváros) 1 Spiel, 0 Tore - Håvard Nielsen (2012–2015, RB Salzburg, Braunschweig) 14 Spiele, 2 Tore - Wilhelm Nielsen (1922–1925, Kvik Halden) 3 Spiele, 1 Tor - Alf Nilsen (1930, Ørn Horten) 1 Spiel, 1 Tor - Dagfinn Nilsen (1952, Odd) 1 Spiel, 0 Tore - Jan Nilsen (1960, Lisleby) 1 Spiel, 0 Tore - Olav Nilsen (1962–1971, Viking) 62 Spiele, 19 Tore - Roger Nilsen (1990–2000, Viking, 1. FC Köln, Sheffield United, Molde) 32 Spiele, 3 Tore - Steinar Nilsen (1997–1998, Tromsø, Milan) 2 Spiele, 0 Tore | - Tore Nilsen (1956–1958, Fredrikstad) 5 Spiele, 0 Tore - Steinar Nilssen (1979, Rosenborg) 1 Spiel, 0 Tore - Robert Nilsson (1970–1971, Fredrikstad) 5 Spiele, 0 Tore - Hans Nordahl (1938–1954, Skeid) 19 Spiele, 8 Tore - Sverre Nordby (1937–1939, Mjøndalen) 10 Spiele, 0 Tore - Thøger Nordbø (1928–1935, Frigg) 5 Spiele, 0 Tore - Einar Nordlie (1918, Sarpsborg) 1 Spiel, 0 Tore - Håvard Nordtveit (2011–2019, Mönchengladbach, West Ham, Hoffenheim, Fulham) 52 Spiele, 2 Tore - Mathias Normann (seit 2019, Rostow, Norwich) 9 Spiele, 1 Tor - Jan Frode Nornes (2000–2003, Odd) 2 Spiele, 0 Tore - Per Egil Nygård (1978–1983, Skeid, Bryne) 10 Spiele, 0 Tore - Ørjan Nyland (seit 2013, Molde, Ingolstadt, Aston Villa) 28 Spiele, 0 Tore - Hans Nylund (1958, Lillestrøm) 1 Spiel, 0 Tore - Victor Nysted (1908–1911, Lyn) 2 Spiele, 1 Tor - Olav Nysæter (1983, Kongsvinger) 2 Spiele, 0 Tore |

## O
| - Stian Ohr (2006, Molde) 1 Spiel, 0 Tore - Frank Olafsen (1967–1973, Skeid) 18 Spiele, 0 Tore - Alexander Olsen (1919–1932, Brann) 37 Spiele, 1 Tor - Arild Olsen (1976–1979, Bodø/Glimt) 2 Spiele, 0 Tore - Bjarne Olsen (1925, Frigg) 1 Spiel, 0 Tore - Egil Olsen (1964–1971, Vålerenga, Østsiden, Sarpsborg) 16 Spiele, 0 Tore - Egil Olsen (1970–1971, Strømsgodset) 4 Spiele, 0 Tore - Espen Olsen (2006, Hamarkameratene) 2 Spiele, 0 Tore - Frode Olsen (1995–2003, Start, Stabæk, Sevilla, Viking) 26 Spiele, 0 Tore - Ingolf Olsen (1931, Mjøndalen) 1 Spiel, 0 Tore - Jan Erik Olsen (1977, Mjøndalen) 2 Spiele, 0 Tore - John Olsen (1954, Moss) 1 Spiel, 0 Tore - Leif Olsen (1953, Vålerenga) 3 Spiele, 0 Tore - Odd Inge Olsen (1997, Molde) 2 Spiele, 0 Tore | - Ole Kristian Olsen (1976, Mjøndalen) 1 Spiel, 0 Tore - Reidar Olsen (1945, Fredrikstad) 2 Spiele, 0 Tore - Svein Bjørn Olsen (1968–1971, Lyn) 10 Spiele, 0 Tore - Sverre Olsen (1949, Skeid) 1 Spiel, 0 Tore - Terje Olsen (1972–1974, Vålerenga) 3 Spiele, 0 Tore - Thorleif Olsen (1950–1955, Vålerenga) 34 Spiele, 0 Tore - Trond Olsen (2008, Bodø/Glimt) 1 Spiel, 0 Tore - Willy Olsen (1949–1956, Fredrikstad) 10 Spiele, 1 Tor - Ohi Omoijuanfo (2017, Stabæk) 1 Spiel, 0 Tore - Håkon Opdal (2006–2008, Brann) 12 Spiele, 0 Tore - Odd Oppedal (1962, Brann) 1 Spiel, 0 Tore - Lasse Opseth (1982, Sogndal) 1 Spiel, 0 Tore - Knut Osnes (1946–1947, Lyn) 6 Spiele, 5 Tore - Kjetil Osvold (1984–1989, Start, Lillestrøm, Nottingham, Djurgården, PAOK Saloniki) 37 Spiele, 3 Tore - Rune Ottesen (1975–1981, Vard, Bryne) 17 Spiele, 1 Tor |

## P
| - Jonathan Parr (2010–2013, Aalesund, Crystal Palace) 9 Spiele, 0 Tore - Hans Edgar Paulsen (1970–1973, Viking) 4 Spiele, 2 Tore - Inge Paulsen (1948, Viking) 1 Spiel, 0 Tore - Michael Paulsen (1919–1924, Ørn Horten) 20 Spiele, 1 Tor - Roald Paulsen (1962, Brann) 1 Spiel, 0 Tore - Arne Pedersen (1957–1966, Fredrikstad) 40 Spiele, 11 Tore - Birger Pedersen (1934–1936, Hardy) 3 Spiele, 2 Tore - Carl Pedersen (1913, Urædd) 2 Spiele, 0 Tore - Erik Pedersen (1990–1992, Tromsø, Viking) 10 Spiele, 0 Tore - Ingar Pedersen (1927–1928, Ørn Horten) 6 Spiele, 0 Tore - Ingolf Pedersen (1912–1917, Odd) 19 Spiele, 0 Tore - Jan Ove Pedersen (1988–1994, Lillestrøm) 17 Spiele, 1 Tor - Karl Pedersen (1928, Fredrikstad) 1 Spiel, 0 Tore - Marcus Pedersen (2013–2015, Barnsley, Brann, Strømsgodset) 9 Spiele, 1 Tor - Marcus Pedersen (seit 2021, Feyenoord) 2 Spiele, 0 Tore - Petter Pedersen (1923, Sarpsborg) 2 Spiele, 0 Tore - Ragnar Pedersen (1932–1933, Odd) 6 Spiele, 3 Tore - Rolf Birger Pedersen (1958–1962, Brann) 15 Spiele, 5 Tore - Steinar Pedersen (2006, Start) 1 Spiel, 0 Tore | - Tor Pedersen (1988, Tromsø) 1 Spiel, 0 Tore - Tore Pedersen (1990–1999, IFK Göteborg, Brann, Oldham, Hiroshima, St. Pauli, Frankfurt) 45 Spiele, 0 Tore - Trond Pedersen (1975–1981, Start) 41 Spiele, 0 Tore - Thomas Pereira (1997–2003, Moss, Viking) 8 Spiele, 0 Tore - Bjarne Pettersen (1931–1933, Mjøndalen) 7 Spiele, 0 Tore - Espen Bugge Pettersen (2010–2012, Sandefjord, Molde) 7 Spiele, 0 Tore - Harald Pettersen (1930–1931, Frigg) 3 Spiele, 1 Tor - Kjell Pettersen (1935, Fredrikstad) 1 Spiel, 0 Tore - Morten Pettersen (1930–1936, Lisleby, Fredrikstad) 5 Spiele, 4 Tore - Odd Pettersen (1954, Sarpsborg) 1 Spiel, 0 Tore - Per Pettersen (1967–1973, Frigg) 35 Spiele, 1 Tor - Steinar Pettersen (1968–1972, Strømsgodset) 6 Spiele, 0 Tore - Sverre Pettersen (1926, Fredrikstad) 1 Spiel, 0 Tore - Karl Poppe (1913–1914, Ready) 2 Spiele, 0 Tore - Thorodd Presberg (1968–1970, Strømsgodset) 4 Spiele, 1 Tor - Peder Puck (1917, Kvik Halden) 1 Spiel, 0 Tore |

## R
| - Anders Rambekk (2006–2007, Lillestrøm) 7 Spiele, 0 Tore - Sigurd Rasmussen (1912–1917, Frigg) 4 Spiele, 0 Tore - Petter Ravn (1931, Stavanger IF) 1 Spiel, 0 Tore - Isak Arne Refvik (1979–1983, Viking) 7 Spiele, 0 Tore - Tore Reginiussen (2008–2020, Tromsø, Odense, Rosenborg) 31 Spiele, 4 Tore - Gustav Rehn (1945–1947, Skeid) 9 Spiele, 0 Tore - Svein Gunnar Rein (1979, Skeid) 3 Spiele, 1 Tor - Henry Reinholdt (1912–1913, Odd) 4 Spiele, 0 Tore - Kjetil Rekdal (1987–2000, Molde, Mönchengladbach, Lierse, Rennes, Hertha BSC, Vålerenga) 83 Spiele, 17 Tore - Fritjof Resberg (1921–1922, Lyn) 2 Spiele, 1 Tor - Arne Riberg (1931, Lyn) 1 Spiel, 0 Tore - Oddvar Richardsen (1961–1963, Lillestrøm) 4 Spiele, 0 Tore - Rune Richardsen (1986–1987, Lillestrøm) 4 Spiele, 0 Tore - Bjørn Helge Riise (2006–2013, Lillestrøm, Fulham, Sheffield United) 35 Spiele, 1 Tor - John Arne Riise (2000–2013, Monaco, Liverpool, Fulham) 110 Spiele, 16 Tore | - Dag Riisnæs (1989–1991, Kongsvinger) 6 Spiele, 0 Tore - Bjørn Rime (1970, Rosenborg) 1 Spiel, 0 Tore - Knut Olav Rindarøy (2009–2010, Molde, La Coruña) 2 Spiele, 0 Tore - Stian Ringstad (2014, Lillestrøm) 1 Spiel, 0 Tore - Vidar Riseth (1997–2007, LASK Linz, Celtic, 1860 München, Rosenborg) 52 Spiele, 4 Tore - Roger Risholt (2005, Fredrikstad) 3 Spiele, 0 Tore - Jan Rodvang (1968–1969, Lyn) 6 Spiele, 0 Tore - Thomas Rogne (2012, Celtic) 2 Spiele, 0 Tore - Bjarne Rosén (1931–1934, Vålerenga, Nydalen) 5 Spiele, 0 Tore - Einar Rossbach (1990–1993, Tromsø, Lyn) 6 Spiele, 0 Tore - Sigurd Rosted (2018, Gent) 5 Spiele, 1 Tor - Petter Rudi (1995–2006, Molde, Perugia, Sheffield Wednesday, Lokeren, Germinal Beerschot) 46 Spiele, 3 Tore - Sigurd Rushfeldt (1994–2007, Tromsø, Rosenborg, Austria Wien) 38 Spiele, 7 Tore - Espen Ruud (2009–2014, Odense) 35 Spiele, 1 Tor - Olaf Ruud (1913, Larvik Turn) 2 Spiele, 0 Tore - Julian Ryerson (seit 2020, Union Berlin) 6 Spiele, 0 Tore - Ragnar Rygel (1954, Asker) 2 Spiele, 0 Tore - Arne Røisland (1947, Frigg) 1 Spiel, 0 Tore - Wilhelm Rønning (1915–1917, Mercantile, Trygg) 2 Spiele, 0 Tore |

## S
| - Jan Sagvaag (1952, Årstad) 1 Spiel, 1 Tor - Hans Saksvik (1959, Ranheim) 1 Spiel, 0 Tore - Johan Saksvik (1948, Ranheim) 2 Spiele, 0 Tore - Leif Rune Salte (1988, Bryne) 1 Spiel, 0 Tore - Jone Samuelsen (2014–2015, Odd) 10 Spiele, 0 Tore - Martin Samuelsen (2016, Peterborough, West Ham, Blackburn) 3 Spiele, 1 Tor - Einar Sandberg (1926, Gjøa) 1 Spiel, 0 Tore - Sten Nick Sandberg (1983, Eik Tønsberg) 1 Spiel, 0 Tore - Knut Sandengen (1956, Vestfossen) 4 Spiele, 2 Tore - Åsmund Sandland (1971, Lyn) 2 Spiele, 0 Tore - Harald Schønfeldt (1919, Mercantile) 1 Spiel, 0 Tore - Finn Seemann (1963–1970, Lyn, DWS Amsterdam) 15 Spiele, 4 Tore - Arve Seland (1984–1987, Start, Mulhouse) 12 Spiele, 1 Tor - Ole Selnæs (2016–2019, Saint-Étienne, Shenzhen) 32 Spiele, 2 Tore - Fritz Semb-Thorstvedt (1918–1919, Frigg) 3 Spiele, 0 Tore - Rolf Semb-Thorstvedt (1920, Frigg) 2 Spiele, 0 Tore - Alf Simensen (1918–1926, Sarpsborg) 3 Spiele, 0 Tore - Arnt Simensen (1921–1923, Sarpsborg) 7 Spiele, 0 Tore - Harmeet Singh (2012–2014, Vålerenga, Feyenoord, Molde) 7 Spiele, 0 Tore - Trond Sirevåg (1984, Bryne) 1 Spiel, 0 Tore - Kai Sjøberg (1965–1967, Skeid) 4 Spiele, 1 Tor - Bent Skammelsrud (1987–2000, Drøbak/Frogn, Frigg, Malmö FF, Rosenborg, Bayer Leverkusen) 38 Spiele, 6 Tore - Karl Skifjeld (1949–1951, Pors) 6 Spiele, 0 Tore - Boye Skistad (1976, Mjøndalen) 2 Spiele, 0 Tore - Per Ciljan Skjelbred (2007–2016, Rosenborg, Hamburg, Hertha BSC) 43 Spiele, 1 Tor - Terje Skjeldestad (2004, Sogndal) 3 Spiele, 0 Tore - Jørgen Skjelvik (seit 2013, Rosenborg, Odense) 8 Spiele, 0 Tore - Morten Skjønsberg (2008, Stabæk) 1 Spiel, 0 Tore - Vegard Skogheim (1984–1992, Hamarkameratene) 13 Spiele, 1 Tor - Fridtjof Skonnord (1908, Gjøvik/Lyn) 1 Spiel, 0 Tore - Per Skou (1911–1923, Lyn, Odd) 41 Spiele, 1 Tor - Helge Skuseth (1973–1976, Skarbøvik, Start) 16 Spiele, 3 Tore - Sigbjørn Slinning (1969–1976, Viking) 42 Spiele, 1 Tor - Tor Inge Smedås (1986–1987, Lillestrøm, Hamarkameratene) 2 Spiele, 0 Tore - Ragnvald Smedvik (1914–1916, Frigg) 8 Spiele, 0 Tore - Trygve Smith (1917, Frigg) 1 Spiel, 0 Tore - Tomasz Sokolowski (2006, Lyn) 1 Spiel, 0 Tore - Ståle Solbakken (1994–2000, Lillestrøm, Aalborg) 58 Spiele, 9 Tore - Egil Solberg (1973, Mjøndalen) 1 Spiel, 0 Tore - Erik Solér (1982–1988, Lillestrøm, Eik Tønsberg, Hamburg, Brann, Aarhus) 39 Spiele, 4 Tore - Jan Gunnar Solli (2003–2010, Rosenborg, Brann) 39 Spiele, 1 Tor - Trond Sollied (1985–1987, Rosenborg) 15 Spiele, 1 Tor - Ole Gunnar Solskjær (1995–2007, Molde, Manchester United) 67 Spiele, 23 Tore - Trond Egil Soltvedt (1997–1998, Rosenborg, Coventry) 4 Spiele, 0 Tore - Ragnvald Soma (2004–2005, Brann) 5 Spiele, 0 Tore - Bjørn Spydevold (1945–1953, Fredrikstad, Greåker) 37 Spiele, 1 Tor - Thor Spydevold (1968–1972, Fredrikstad, Sarpsborg) 28 Spiele, 1 Tor - Åge Spydevold (1951–1959, Fredrikstad) 4 Spiele, 0 Tore - Anders Stadheim (2004, Sogndal) 2 Spiele, 1 Tor | - Edgar Stakset (1960–1967, Steinkjer) 26 Spiele, 0 Tore - Tom Kåre Staurvik (1993–1994, Bodø/Glimt) 2 Spiele, 0 Tore - Arild Stavrum (1995, Molde) 2 Spiele, 0 Tore - Ole Stavrum (1964–1966, Lyn) 8 Spiele, 2 Tore - Birger Steen (1926–1934, Kampørn, Frigg) 7 Spiele, 3 Tore - Ståle Stensaas (2001–2005, Rosenborg) 9 Spiele, 1 Tor - Johannes Stensletten (1939, Vard) 1 Spiel, 0 Tore - Jarl André Storbæk (2005–2008, Hamarkameratene, Vålerenga) 17 Spiele, 0 Tore - Øyvind Storflor (2005–2013, Rosenborg, Strømsgodset) 4 Spiele, 0 Tore - Lars Iver Strand (2005–2007, Tromsø) 4 Spiele, 0 Tore - Pål Strand (2001, Lillestrøm) 2 Spiele, 0 Tore - Roar Strand (1994–2003, Rosenborg) 42 Spiele, 4 Tore - Wilhelm Strand (1916, Kvik Halden) 1 Spiel, 0 Tore - Roy Strandbakke (1953–1957, Raufoss) 2 Spiele, 0 Tore - Stefan Strandberg (seit 2013, Rosenborg, Krasnodar, Hannover, Ural, Salernitana) 19 Spiele, 1 Tor - Frank Strandli (1992–1999, Start, Leeds, Brann, Lillestrøm, Panathinaikos, Aalborg) 24 Spiele, 3 Tore - Harald Strøm (1918–1927, Ørn Horten) 16 Spiele, 5 Tore - Fredrik Strømstad (2005–2009, Start, Le Mans) 18 Spiele, 2 Tore - Willy Sundblad (1939–1948, Skeid) 2 Spiele, 0 Tore - Reidar Sundby (1954, Larvik Turn) 1 Spiel, 1 Tor - Tom Sundby (1983–1988, Lillestrøm, Iraklis) 39 Spiele, 6 Tore - Harald Sunde (1964–1973, Nidelv, Rosenborg, Racing Mechelen) 39 Spiele, 5 Tore - Ole Bjørn Sundgot (1995, Molde) 1 Spiel, 0 Tore - John Sveinsson (1945–1951, Lyn) 3 Spiele, 1 Tor - Anders Svela (1962, Frigg) 1 Spiel, 0 Tore - Arne Svendsen (1933, Drammens BK) 1 Spiel, 0 Tore - Thorleif Svendsen (1934, Kvik Halden) 3 Spiele, 2 Tore - Torbjørn Svendsen (1979, Viking) 7 Spiele, 0 Tore - Alf Svendsrud (1947, Mjøndalen) 1 Spiel, 0 Tore - Jonas Svensson (seit 2016, Rosenborg, Alkmaar) 23 Spiele, 1 Tor - Thorbjørn Svenssen (1947–1962, Sandefjord) 104 Spiele, 0 Tore - Tommy Svindal Larsen (1996–2007, Stabæk, Nürnberg, Odd) 24 Spiele, 0 Tore - Arvid Syrrist (1924–1932, Frigg) 5 Spiele, 0 Tore - Bengt Sæternes (2002–2005, Bodø/Glimt, Brugge, Brann) 7 Spiele, 0 Tore - Paul Sæthrang (1938–1947, Skeid) 4 Spiele, 4 Tore - Pål Sæthrang (1967–1969, Skeid) 6 Spiele, 1 Tor - Alexander Søderlund (2012–2017, Haugesund, Rosenborg, Saint-Étienne) 32 Spiele, 2 Tore - Espen Søgård (2005, Lillestrøm) 2 Spiele, 0 Tore - Per Sønstabø (1965, Vard) 1 Spiel, 0 Tore - Jann Sørdahl (1948, Freidig) 5 Spiele, 5 Tore - Arne Sørensen (1935, Vålerenga) 1 Spiel, 0 Tore - Jan Derek Sørensen (1999–2004, Rosenborg, Dortmund, Lyn) 21 Spiele, 0 Tore - Knut Sørensen (1949, Sparta) 1 Spiel, 0 Tore - Odd Wang Sørensen (1947–1955, Sparta) 25 Spiele, 17 Tore - Åge Sørensen (1959–1961, Vålerenga) 4 Spiele, 1 Tor - Alexander Sørloth (seit 2016, Groningen, Midtjylland, Crystal Palace, Gent, RB Leipzig) 33 Spiele, 11 Tore - Gøran Sørloth (1985–1994, Rosenborg, Mönchengladbach, Bursaspor) 55 Spiele, 15 Tore - Thomas Sørum (2012, Helsingborg) 1 Spiel, 0 Tore |

## T
| - Rune Tangen (1988–1990, Moss) 3 Spiele, 1 Tor - Jo Tessem (2001–2004, Southampton) 9 Spiele, 0 Tore - Alexander Tettey (2007–2016, Rosenborg, Rennes, Norwich) 34 Spiele, 3 Tore - Thorleif Tharaldsen (1915, Lyn) 1 Spiel, 0 Tore - Gunnar Thoresen (1946–1959, Larvik Turn) 64 Spiele, 22 Tore - Hallvar Thoresen (1978–1987, Twente, PSV Eindhoven) 50 Spiele, 9 Tore - Morten Thorsby (seit 2017, Heerenveen, Sampdoria) 9 Spiele, 0 Tore - Finn Thorsen (1962–1971, Hamarkameratene, Skeid) 48 Spiele, 0 Tore - Oscar Thorstensen (1924–1929, Ørn Horten) 6 Spiele, 0 Tore - Erik Thorstvedt (1982–1996, Eik Tønsberg, Viking, Mönchengladbach, IFK Göteborg, Tottenham) 97 Spiele, 0 Tore - Kristian Thorstvedt (seit 2020, Genk) 6 Spiele, 1 Tor - Inge Thun (1968–1974, Strømsgodset) 4 Spiele, 0 Tore | - Stein Thunberg (1974–1979, Skeid, Start) 28 Spiele, 4 Tore - Per Tidemann (1956, Sagene, Skeid) 3 Spiele, 0 Tore - Øyvind Tomteberget (1983, Kongsvinger) 4 Spiele, 0 Tore - Torgeir Torgersen (1947–1950, Viking) 22 Spiele, 0 Tore - Hai Ngoc Tran (1999, Vålerenga) 1 Spiel, 0 Tore - Anders Trondsen (2016–2017, Sarpsborg, Rosenborg) 4 Spiele, 0 Tore - Bjørn Tronstad (1976, Brann) 4 Spiele, 0 Tore - Sondre Tronstad (seit 2020, Vitesse) 1 Spiel, 0 Tore - Torkel Trædal (1914, Frigg) 2 Spiele, 0 Tore - Kurt Tunheim (1979, Moss) 1 Spiel, 0 Tore - Fritjof Tønnesen (1913–1914, Ready) 2 Spiele, 0 Tore - Yngvar Tørnros (1916, Kvik Halden) 5 Spiele, 0 Tore |

## U
| - Egil Ulfstein (1995, Viking) 2 Spiele, 0 Tore - Frithjof Ulleberg (1936–1937, Lyn) 14 Spiele, 0 Tore | - Bertel Ulrichsen (1923, Odd) 1 Spiel, 1 Tor - Fredrik Ulvestad (seit 2014, Aalesund, Djurgården) 4 Spiele, 0 Tore |

## V
| - Joar Vaadal (1984–1986, Lillestrøm) 9 Spiele, 2 Tore - Inge Valen (1974, Viking) 2 Spiele, 0 Tore - Alex Valencia (2001–2006, Brann, Start) 5 Spiele, 0 Tore - Gustav Valsvik (2017, Braunschweig) 6 Spiele, 0 Tore | - Bjørn Viljugrein (1997, Vålerenga) 1 Spiel, 0 Tore - Lars-Christopher Vilsvik (2012–2013, Strømsgodset) 4 Spiele, 0 Tore - Andreas Vindheim (seit 2021, Sparta Prag) 1 Spiel, 0 Tore - Morten Vinje (1979–1980, Skeid) 15 Spiele, 0 Tore - Johannes Vold (1973, Viking) 3 Spiele, 1 Tor - Finn Roy Vådahl (1976, Steinkjer) 1 Spiel, 0 Tore |

## W
| - Georg Waitz (1912, Frigg) 1 Spiel, 0 Tore - Haakon Walde (1929–1932, Brann) 2 Spiele, 0 Tore - Walter Wallenborg (1931–1934, Moss) 2 Spiele, 0 Tore - Kjell Wangen (1969, Skeid) 1 Spiel, 0 Tore - Bredo Wass (1926, Sarpsborg) 1 Spiel, 0 Tore - Sigurd Wathne (1918–1920, Brann) 14 Spiele, 0 Tore - Svein Weltz (1959–1960, Frigg) 2 Spiele, 0 Tore - Rolf Westgaard (1923, Mercantile) 2 Spiele, 0 Tore | - Einar Wilhelms (1920–1923, Fredrikstad) 13 Spiele, 5 Tore - Fredrik Winsnes (2001–2009, Rosenborg, Hammarby, Strømsgodset) 19 Spiele, 0 Tore - Arne Winther (1955–1962, Skeid) 7 Spiele, 0 Tore - Adolph Wold (1912–1921, Ready) 26 Spiele, 3 Tore - Øystein Wormdal (1974–1979, Rosenborg) 5 Spiele, 0 Tore - Kjetil Wæhler (2005–2013, Vålerenga, Aalborg, IFK Göteborg) 32 Spiele, 1 Tor - Tor Wæhler (1971, Frigg) 1 Spiel, 0 Tore |

## Y
| - Arne Yven (1933, Sarpsborg) 1 Spiel, 0 Tore | - Harry Yven (1931–1948, Sarpsborg) 3 Spiele, 1 Tor |

## Z
| - Kristoffer Zachariassen (seit 2021, Rosenborg) 1 Spiel, 0 Tore - Sverre Zachariassen (1945, Fjell-Kameratene) 1 Spiel, 0 Tore - Ghayas Zahid (seit 2018, APOEL Nikosia) 2 Spiele, 1 Tor |

## Ø
| - Alexander Ødegaard (2004, Sogndal) 4 Spiele, 1 Tor - Jarle Ødegaard (1983, Start) 1 Spiel, 0 Tore - Martin Ødegaard (seit 2014, Strømsgodset, Real Madrid, Heerenveen, Vitesse, Real Sociedad, Arsenal) 32 Spiele, 1 Tor - Ove Ødegaard (1952–1959, Snøgg, Odd) 6 Spiele, 2 Tore - Arne Larsen Økland (1978–1987, Bryne, Bayer Leverkusen, Racing Paris) 54 Spiele, 13 Tore | - Tommy Øren (2001, Sogndal) 1 Spiel, 0 Tore - Jan Ørke (1958, Viking) 1 Spiel, 0 Tore - Egil Østenstad (1993–2005, Viking, Southampton) 18 Spiele, 6 Tore - Svein Bredo Østlien (1964–1968, Raufoss, Lyn) 6 Spiele, 0 Tore |

## Å
| - Ole Martin Årst (2000–2007, Gent, Tromsø) 22 Spiele, 2 Tore |

## Quelle
- Thomas Søfting, All-time national team players (Memento vom 12. Dezember 2013 im Internet Archive), RSSSF Norwegian Football Archive